# 1989 en Ontario
Chronologie de l'Ontario
- 1985
- 1986
- 1987
- 1988
- 1989
- 1990
- 1991
- 1992
- 1993

Cette page concerne des événements d'actualité qui se sont produits durant l'année 1989 dans la province canadienne de l'Ontario.

## Politique
- Premier ministre : David Peterson du parti libéral de l'Ontario
- Chef de l'Opposition :
- Lieutenant-gouverneur :
- Législature :

## Naissances
- 27 février : Amanda Simard, députée provinciale de Glengarry-Prescott-Russell de 2018 à 2022.
- 11 juillet : Katherine Levac, humoriste et actrice.

## Décès
- 22 janvier : Farquhar Oliver, chef du Parti libéral de l'Ontario (° 6 mars 1904).
- 20 janvier : Beatrice Lillie, actrice et humoriste (° 29 mai 1894).
- 14 mai : 
  - Joe Primeau, joueur de hockey sur glace (°  29 janvier 1906).
  - E. P. Taylor, homme d'affaires et éleveur de cheveux (° 29 janvier 1901).
- 29 novembre : Nancy Bell (en), sénatrice (° 26 mai 1924).